# Svenska mästerskapen i fälttävlan 1997
Svenska mästerskapen i fälttävlan 1997 avgjordes i Duseborg . Tävlingen var den 47:e upplagan av Svenska mästerskapen i fälttävlan.

## Resultat
| Placering | Ryttare          | Häst             |
| --------- | ---------------- | ---------------- |
| 1         | Regina Lamprecht | Flash            |
| 2         | Paula Törnqvist  | Monaghan         |
| 3         | Sivert Jonsson   | Jumping Jet Pack |
| 4         | Sara Algotsson   | Robin des Bois   |
| 5         | Jenny Lindberg   | Emma             |
| 6         | Magnus Österlund | Master Mind      |